# Timon Šturbej
Timon Šturbej, rojen 1994 (Maribor, Slovenija), je slovenski igralec. Najodmevnejši projekti, kjer je nastopil, so Posledice (2018), Jezdeca (2022) in Ne bom več luzerka (2018). Prejel je 6 nagrad. Sledi stopinjam svojega očeta Branka Šturbeja. Ima mlajšega brata Svita Šturbeja (igralec). Zaposlen je v SNG Drama Ljubljana.
1. ↑  »Timon Šturbej«. bsf.si. Pridobljeno 18. novembra 2024.

Diplomiral je na Akademiji za gledališče, radio, film in televizijo v Ljubljani in je zaposlen v Slovenskem narodnem gledališču v Ljubljani. Preden je bil sprejet na akademijo, je leta 2013 na gledališkem festivalu Teatralny Koufar v Minsku, Belorusija, prejel nagrado za najboljšega igralca za vlogo Amorja v Molierjevi Psihe. Junija 2015 je sodeloval na mednarodnih delavnicah v Nemčiji na Filmski akademiji v Münchnu pod mentorstvom profesorice Lou Binder. Leta 2017 je prejel študentsko Severjevo nagrado za vlogo Bernieja v Mametovi igri Spolna izprijenost. Za vlogo Želeta v filmu Posledice je leta 2018 prejel nagrado Vesna.
1. ↑  »Timon Sturbej - Biography«. IMDb (v ameriški angleščini). Pridobljeno 18. novembra 2024.